# Трансильванські сакси
Трансильва́нські са́кси (нім. Siebenbürger Sachsen; трансильванська саксонська: Siweberjer Såksen; рум. Sași ardeleni, sași transilvăneni/transilvani; угор. Erdélyi szászok) — етнічні німці, які складали основне населення історичної області Бурценланд в Трансильванії (сучасна Румунія). За всіма німецькими колоністами в Румунії закріпилася назва «сакси», хоча більшість виїхало не з Саксонії. Перші колоністи походили з Фландрії, Ено, Брабанта, Льєжу, Зеландії, Мозеля, Лотарингії та Люксембургу, розташованих тоді на північно-західних територіях Священної Римської імперії приблизно в 1140-х роках.
Після розпаду Австро-Угорщини в 1918, згідно умов Тріанонського договору, Трансильванія була приєднана до Румунського королівства. Трансильванські сакси разом з іншими етнічними німецькими підгрупами в нещодавно розширеній Румунії (а саме банатські шваби, сатмарські шваби, бессарабськими німцями, буковинськими німцями, добруджанськими німцями та ципсерськими німцями) стали частиною ширшої німецької меншини цієї країни. На сьогодні відносно небагато трансильванських саксів у Румунії, де за останнім офіційним переписом, проведеним у 2011 році, було зафіксовано 36 042 німців, з яких 11 700 - трансильванського саксонського походження.

## Історичний огляд
Німецька колонізація Трансильванії розгорнулася в середині XII століття з дозволу угорського короля Гейзи II, який розраховував за рахунок залучення німецьких рудокопів розвинути місцеву гірську промисловість. Крім того, німецькі поселення навколо Германштадта (сучасне Сібіу) мали послужити буфером у разі нападу на Угорське королівство кочових орд зі сходу.
Друга хвиля колонізації почалася в 1211 році, коли королем Андрашем II в Бурценланд були запрошені тевтонські лицарі, які залишились без діла після згортання хрестових походів. Для захисту від половців вони перекрили карпатські перевали фортецями і замками, такими, як Кронштадт (сучасний Брашов). Самостійність лицарів стривожила Андраша II, який в 1225 році наполіг на їх переселення в Пруссію (див. історію Тевтонського ордена).
В 1438 році разом з мадярами і секеями сакси уклали Союз трьох націй, який тримав у своїх руках управління Трансильванією до кінця XVIII століття.
Німецькі переселенці охрестили Трансильванію Семиграддям (нім. Siebenbürgen) за сімома побудованими ними в цих краях замками. Багато з фортець середньовічних саксів існують понині, а місто Шесбурґ (Сігішоара) як центр їх культури знаходиться під охороною ЮНЕСКО як пам'ятки Всесвітньої спадщини. У XVI столітті серед трансильванських німців поширилося лютеранство.
Після переходу контролю над Трансильванією до австрійських Габсбургів (повстання Ференца II Ракоці), соціально-політичне становище саксів стало погіршуватися. Повзуча мадяризація та покатоличення суспільного життя примушували німецько-лютеранську меншість шукати союзу з румунським селянством.

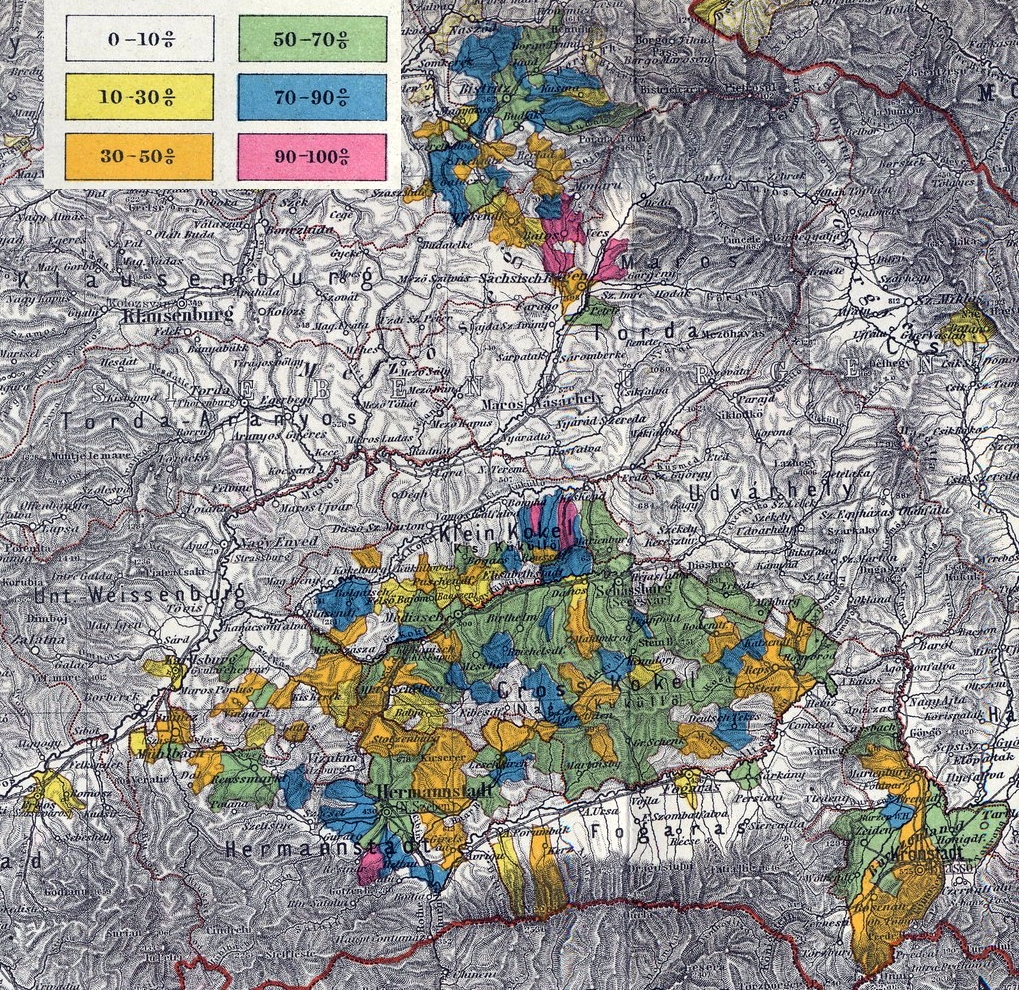
Саксонські поселення в Трансильванії (за даними австро-угорського перепису 1890 року)

Після Другої світової війни значна частина румунських німців емігрувала до ФРН.

## Німецький Семигород[6]
| # | Лютеранський храм | Німецька назва             | Румунська назва   | Угорська назва |
| - | ----------------- | -------------------------- | ----------------- | -------------- |
| 1 |                   | Бистриц (Bistritz)         | Бистриця          | Beszterce      |
| 2 |                   | Германштадт (Hermannstadt) | Сібіу             | Nagyszeben     |
| 3 |                   | Клаузенбург (Klausenburg)  | Клуж-Напока       | Kolozsvár      |
| 4 |                   | Кронштадт (Kronstadt)      | Брашов            | Brassó         |
| 5 |                   | Медіаш (Mediasch)          | Медіаш            | Medgyes        |
| 6 |                   | Мюльбах (Mühlbach)         | Себеш             | Szászsebes     |
| 7 |                   | Шесбурґ (Schäßburg)        | Сігішоара         | Segesvár       |
| 8 |                   | Ройсмаркт (Reußmarkt)      | М'єркуря-Сібіулуй | Szerdahely     |
| 9 |                   | Броос (Broos)              | Орештіє           | Szászváros     |

## Галерея

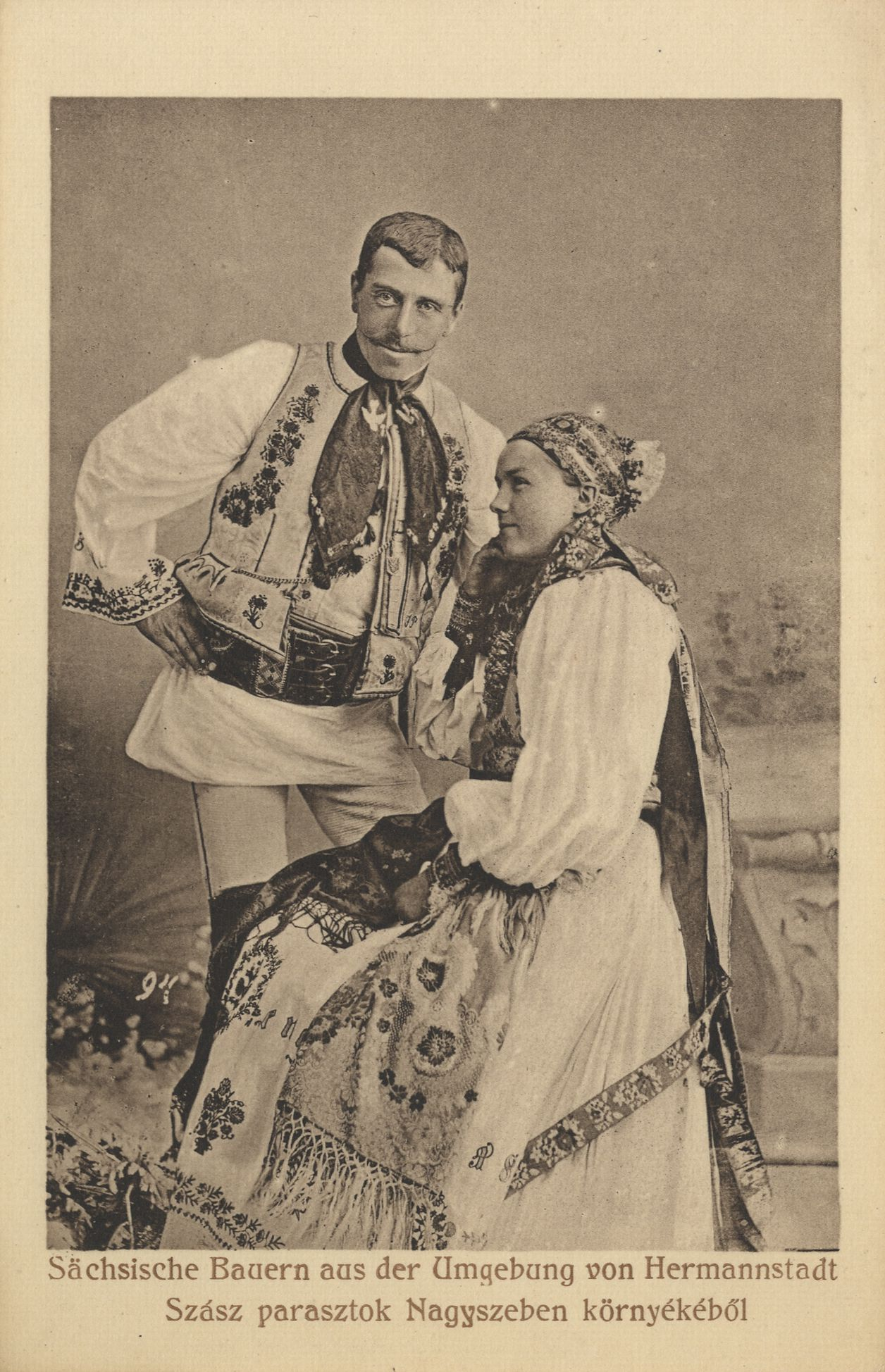
Саксонські селяни в повіті Сібіу, близько 1900 року
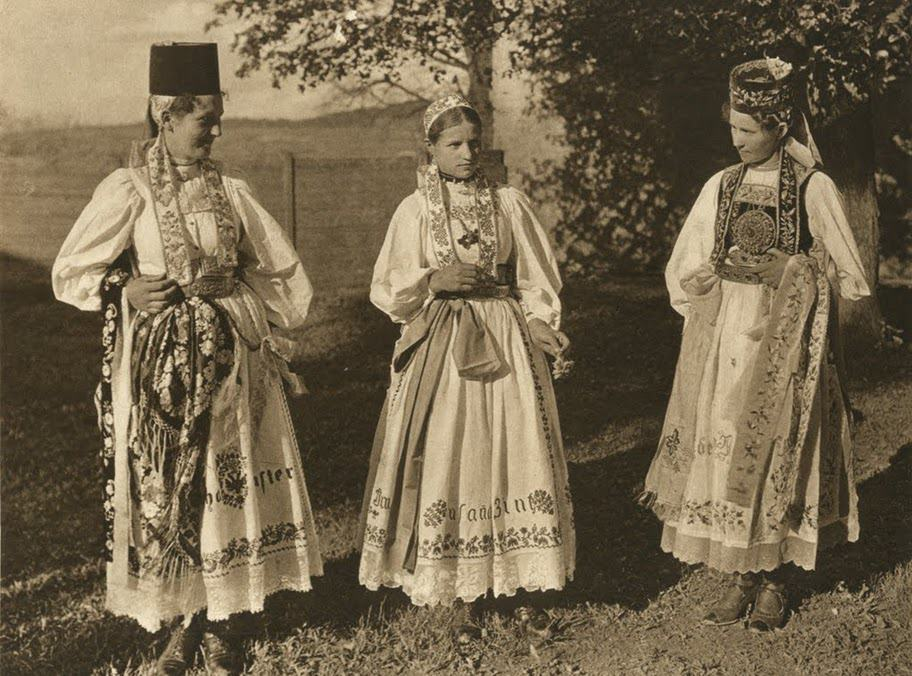
Саксонські жінки з Рошії (нім. Rothberg) у народному вбранні в неділю
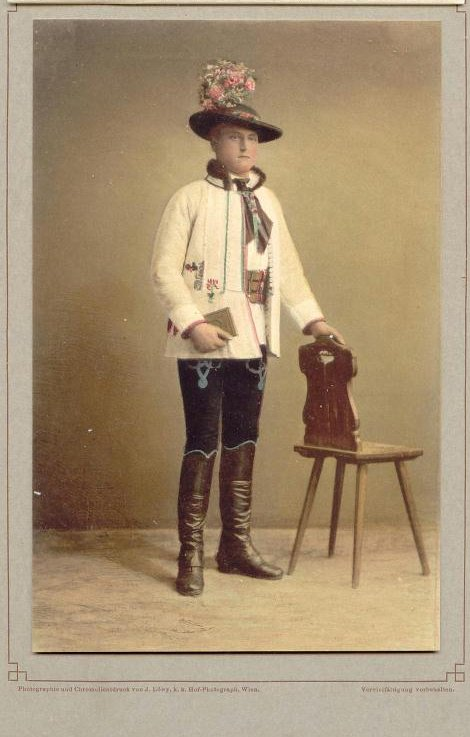
Чоловічий саксонський народний костюм
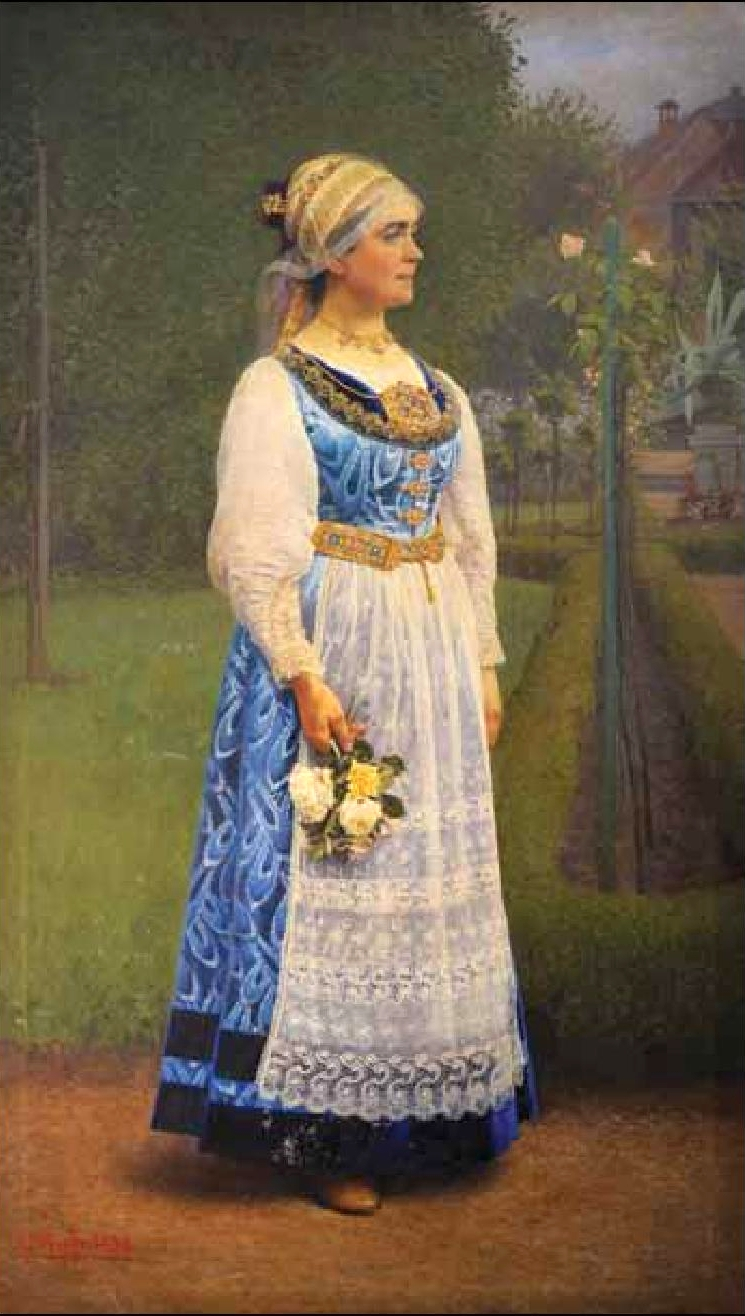
Саксонка у народному костюмі